# Інфляція як податок
Інфляція є прихованим податком, який накладає держава на населення. Отримувачем інфляційного податку є емітент грошей.
Інфляційний податок сплачується покупцем через зростання номінальної ціни товару.
Також держава може встановлювати податок на інфляцію: оскільки номінальна ціна товарів внаслідок інфляції зростає, зростання ціни нагромаджених підприємством товарів може розглядатись державою як прибуток, що підлягає явному оподаткуванню.

## Приклади

### Депозити
За річної інфляції 13% власник депозиту з 12% річних, насправді, матиме реальну ставку −1%. Тобто, лише через знецінення грошей власник депозиту зазнаватиме збитків у розмірі −1% річних. Однак, існуючі податкові закони (прим. в США) не враховують впливу інфляції і піддають оподаткуванню весь номінальний прибуток. Якщо номінальний дохід від розміщення грошей на депозиті піддати оподаткуванню у розмірі 30% то власникові залишиться лише 8.4% замість 12%. Якщо скоригувати цей дохід з інфляцією 13% в США 1979 року, то виявиться, що власник рахунку зазнав збитків у розмірі 4.6% річних.